# Taquicardia sinusal
Taquicardia sinusal é a arritmia cardíaca na qual o ritmo de base é o Ritmo sinusal e a frequência cardíaca é superior a 100 batimentos por minuto. 

## Eletrocardiograma
No ritmo sinusal a origem elétrica do batimento é no nó sinusal, que fica no átrio direito alto. Devido a isto, nas derivações eletrocardiográfica inferiores, DII, DIII e aVF, as ondas p são positivas. Seu eixo médio pode se situar entre -30 e +90 graus. São monofásicas em DII, durando menos de 110 milisegundos, com amplitude máxima até 3 mm.